# Ctenotus colletti
Ctenotus colletti este o specie de șopârle din genul Ctenotus, familia Scincidae, descrisă de Boulenger 1896. Conform Catalogue of Life specia Ctenotus colletti nu are subspecii cunoscute.